# Albert de Hornes
Albert de Hornes était un prélat des Pays-Bas méridionaux, né le 25 février 1642 à Braine-le-Château et mort le 4 juin 1694 à Gand .

## Biographie
Albert François de Hornes est le fils du comte Philippe Lamoral de Horne (1602-1654 ou 1663) et de Dorothea de Ligne-Arenberg (1601-1665) .
Après ses humanités au collège des jésuites de Hal (alors comté de Hainaut, actuel Brabant), il fréquente l'université de Louvain et les universités de Douai des Pays-Bas espagnols, où il obtient une maîtrise en droit en 1665 et un baccalauréat canonique de théologie en 1667.
De 1667 à 1672, il jouit d'une prébende canonique au chapitre Saint-Pierre de Leuze-en-Hainaut. Il a été ordonné prêtre le 5 avril 1670.
Le 5 novembre 1672, il est nommé prévôt du chapitre Saint-Bavon à Gand. À ce titre, il fut élu vicaire général sede vacante trois fois : de 1673 à 1677 après la mort de Eugène Albert d'Allamont (nl), en 1679 après la mort de Frans de Horenbeke (nl) et en 1680 après le décès de l'évêque Ignace Schetz de Grobbendonk.

## Carrière épiscopale
À partir de 1675, Albert de Hornes est régulièrement nommé candidat potentiel pour un diocèse vacant dans les provinces ecclésiastiques de Malines et de Cambrai.
Le 10 septembre 1680, le roi Charles II d'Espagne le nomma évêque de Gand, succédant à Ignace Schetz de Grobbendonk. Le 13 janvier 1681, cette nomination fut confirmée par le pape Innocent XI.
Et le 22 juin 1681, il est sacré évêque de Gand sous la devise Lex tua meditatio mea est (devise extraite du Livre des Psaumes, en latin Liber Psalmorum, 118-92 : Nisi quod lex tua meditatio mea est tunc forte perissem in humilitate mea : Si je n'avais fait ma méditation de Ta loi, j'aurais peut-être péri dans mon humiliation ). Il n'avait que 39 ans à l'époque.
Depuis 1623 (où l'évêque Antoine Triest le reçut de l'infant Ferdinand d'Autriche), l'hôtel Saint-Bavon est le palais épiscopal.
Sous son administration, les archives du Séminaire épiscopal de Gand  ont été organisées et reprises dans un inventaire pour la première fois.
Il mourut à un âge relativement jeune (52 ans) le 4 juin 1694. Néanmoins, il était déjà évêque depuis 13 ans. Comme son prédécesseur, il souhaitait un enterrement austère, et sa dépouille fut déposée dans la crypte de la cathédrale Saint-Bavon.

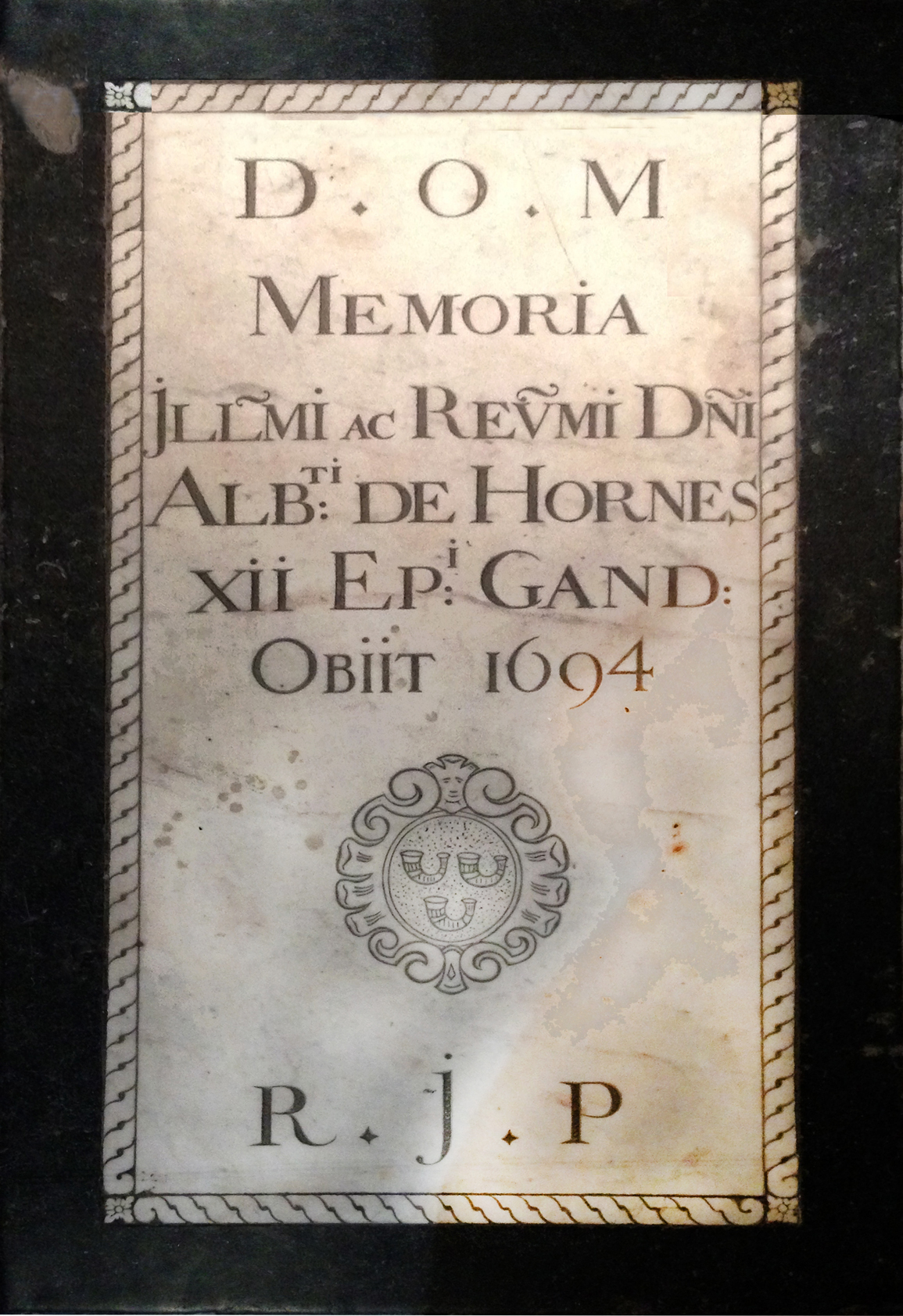
Pierre tombale d'Albrecht de Hornes